# Fabio Vignaroli
Fabio Vignaroli (Finale Ligure, 7 de junho de 1976) é um futebolista italiano que joga na SS Lazio.